# Labbettjärnen
Labbettjärnen är en sjö i Sorsele kommun i Lappland och ingår i Umeälvens huvudavrinningsområde. Labbettjärnen ligger i Labbetmyrlandet Natura 2000-område.